# Вікторія (графство, Нова Шотландія)
 Вікторія  (англ. Victoria County) — графство у провінції Нової Шотландії, Канада. Графство є переписним районом та адміністративною одиницею провінції.

## Географія
Графство розташоване на острові Кейп-Бретон в східній частині півострова Сент-Анна. На заході графство межує з графством Інвернес, а на сході омивається Атлантичним океаном.

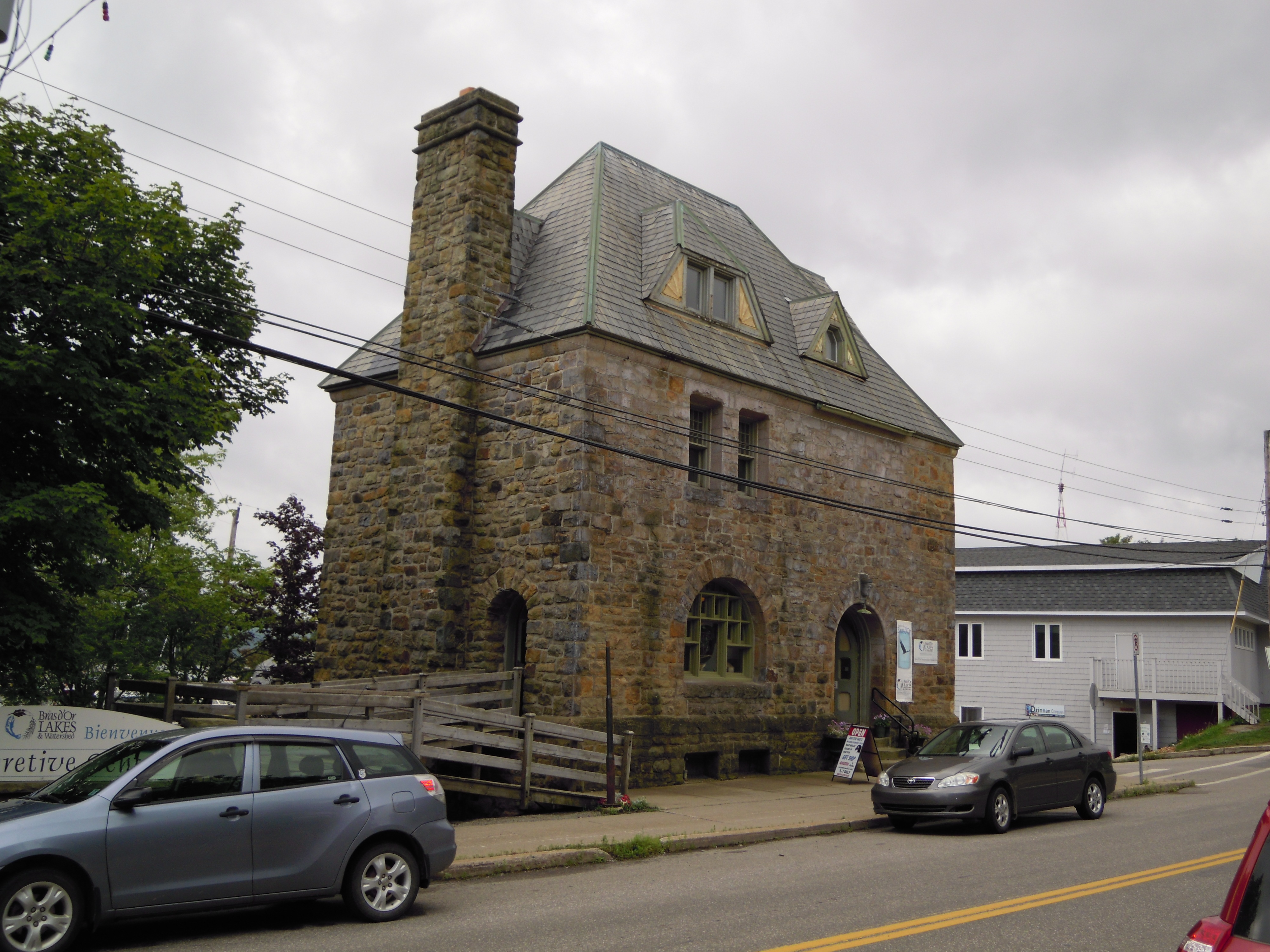
поштове відділення Баддека

У південній частині графства розташоване солоне озеро Бра-д'Ор разом з островом Буладрі. Крім того, територія графства включає острів Сент-Пол, розташований в 15 км північніше.

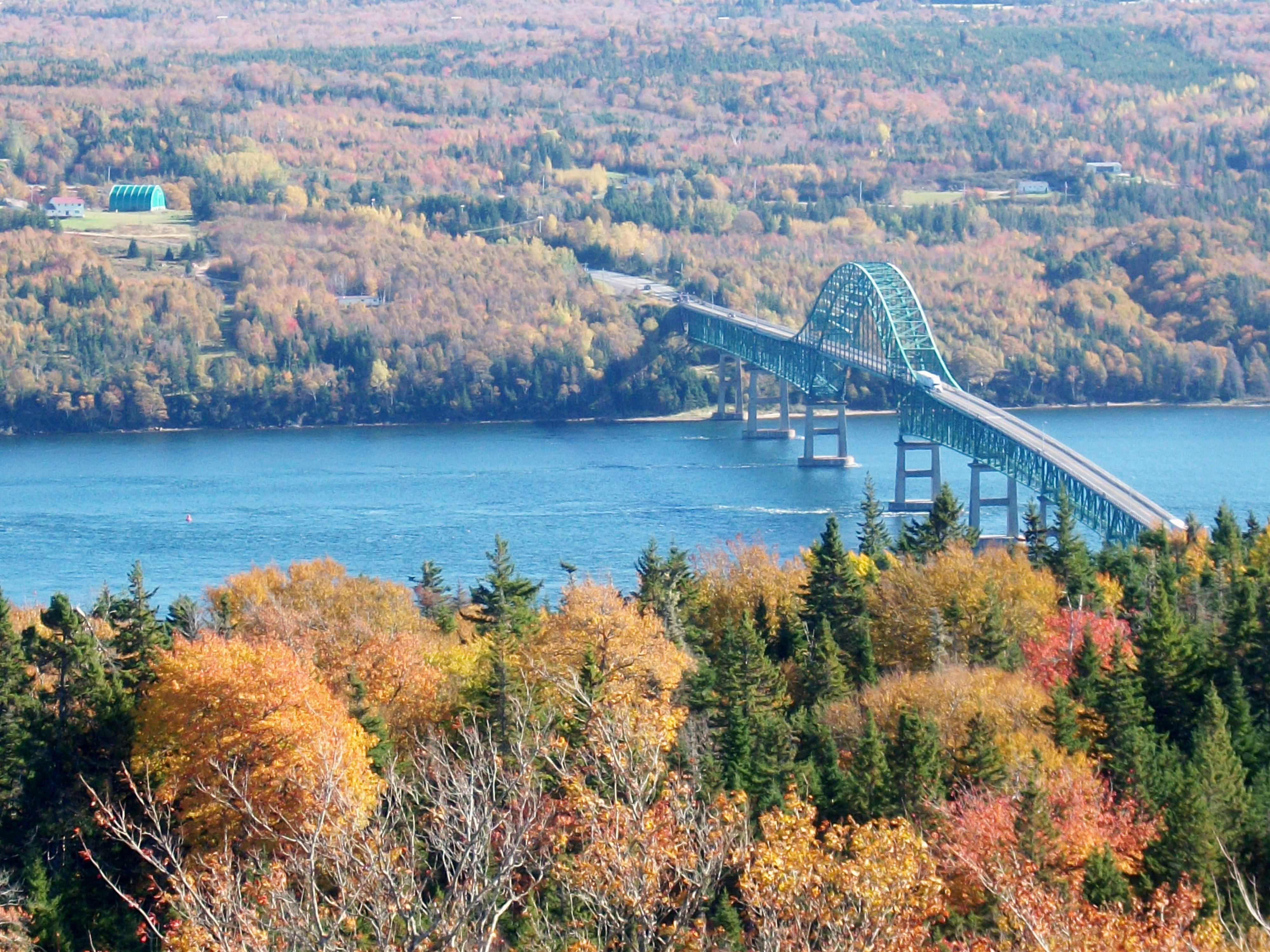
Міст Кей-Бретона

По території графства проходить автодорога провінційного значення хайвей 105, а також ряд доріг, керованих графством, основними з яких є колектори 205, 223 і 312.

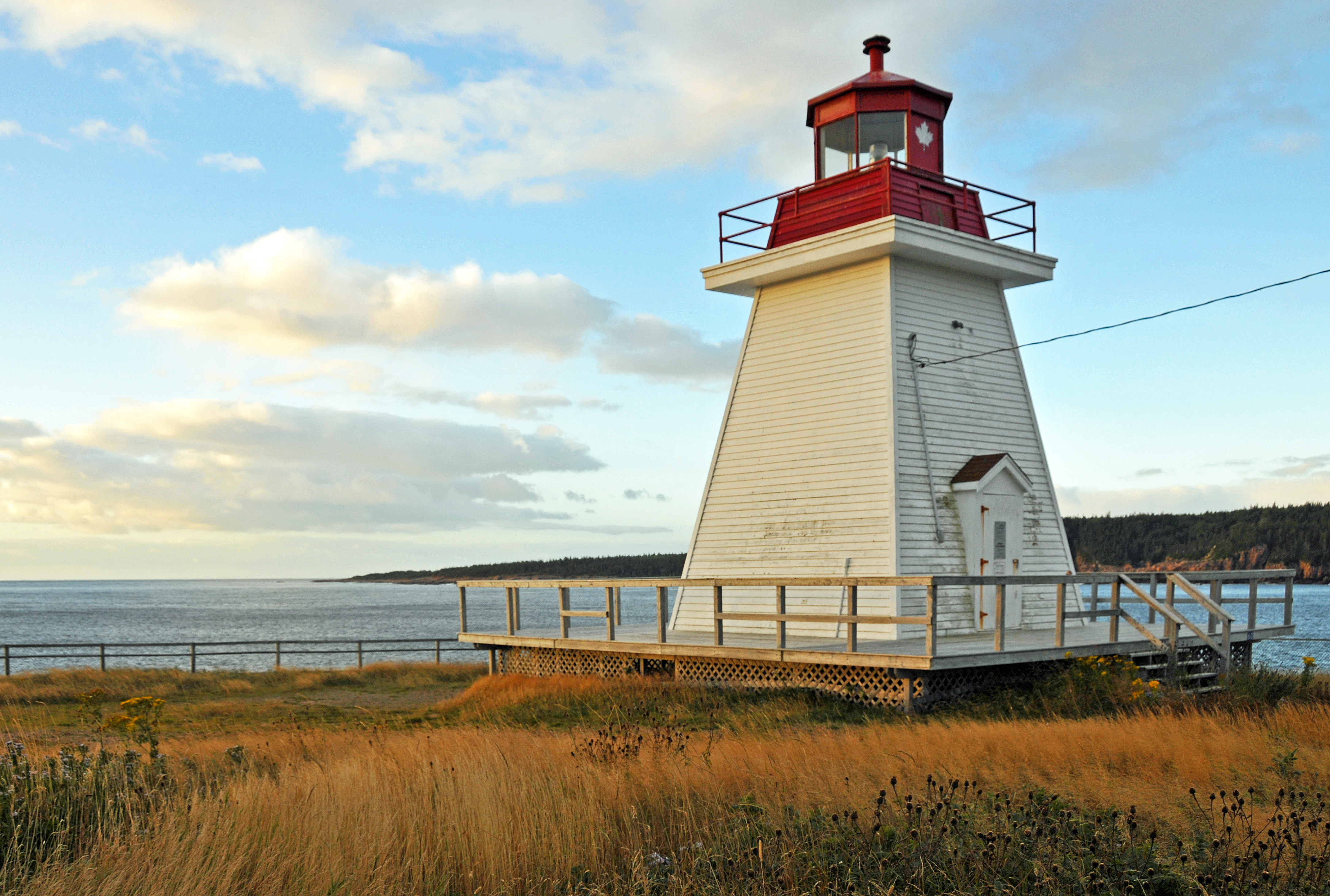
Маяк Нілс-Харбора

## Історія
Графство Вікторія було виділено в 1851 році з графства Кейп-Бретон. Графство названо на честь королеви Великої Британії Вікторії.
23 лютого 1909 на території графства над озером Бра-д'Ор відбувся перший в Британському співдружності авіапереліт.
Авіаклуб був створений двома роками раніше Александером Гремом Беллом, у якого було маєтку неподалік.

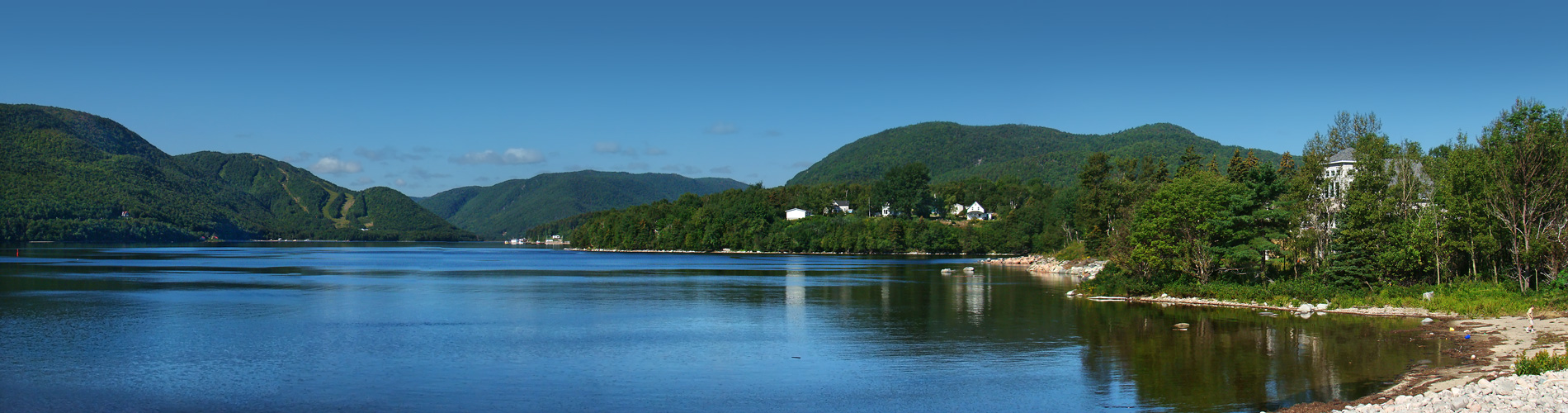
Інгониш

## Населення
Для потреб статистичної служби Канади графство розділене на одну індіанських резерваціях і дві неорганізованих області.
| -           | Назва             | Оригінальна назва      | Статус   | Площа | Населення |
| Вагматкук 1 | Wagmatcook 1      | Індіанська резервація  | 3,71     | 408   |           |
| Округ A     | Victoria, Subd. A | Неорганізована область | 1 633,41 | 3 046 |           |
| Округ B     | Victoria, Subd. B | Неорганізована область | 1 233,73 | 4 140 |           |

## Пам'ятки
Вважається, що в 1497 році Джон Кабот, перший дослідник Північної Америки, висадився на півночі острова Кейп-Бретон на території сучасного графства. У графстві встановлені відповідні пам'ятні знаки, а також прокладений маршрут Кабот-Трейл.
Північна частина маршруту розташована на території національного парку Верховини Кейп-Бретон. Національний парк, як і маршрут, розділений між двома графства: Вікторія й Інвернесс.
Крім того, на території графства знаходиться національний історичний парк Белла, що включає музей Белла.